# Leichtathletik-Weltmeisterschaften 2017/Teilnehmer (Panama)
| Gelbes Symbol für Goldmedaillen mit stilisierten Olympischen Ringen | Graues Symbol für Silbermedaillen mit stilisierten Olympischen Ringen | Braundes Symbol für Bronzemedaillen mit stilisierten Olympischen Ringen |
| ------------------------------------------------------------------- | --------------------------------------------------------------------- | ----------------------------------------------------------------------- |
| —                                                                   | —                                                                     | —                                                                       |

Von Panama wurden zwei Athleten und eine Athletin für die Leichtathletik-Weltmeisterschaften 2017 in London nominiert.

## Ergebnisse

### Frauen

#### Laufdisziplinen
| Athletin        | Disziplin    | Vorlauf | Vorlauf | Halbfinale | Halbfinale | Finale             | Finale             |
| Athletin        | Disziplin    | Zeit    | Platz   | Zeit       | Platz      | Zeit               | Platz              |
| --------------- | ------------ | ------- | ------- | ---------- | ---------- | ------------------ | ------------------ |
| Gianna Woodruff | 400 m Hürden | 56,50 s | 21      | 57,32 s    | 22         | nicht qualifiziert | nicht qualifiziert |

### Männer

#### Laufdisziplinen
| Athlet             | Disziplin | Vorlauf    | Vorlauf | Halbfinale         | Halbfinale         | Finale             | Finale             |
| Athlet             | Disziplin | Zeit       | Platz   | Zeit               | Platz              | Zeit               | Platz              |
| ------------------ | --------- | ---------- | ------- | ------------------ | ------------------ | ------------------ | ------------------ |
| Alonso Edward      | 200 m     | 20,61 s SB | 28      | nicht qualifiziert | nicht qualifiziert | nicht qualifiziert | nicht qualifiziert |
| Jorge Castelblanco | Marathon  |            |         |                    |                    | DNF                | ––                 |